# Субпрефектура Вила-Мария
Субпрефектура Вила-Мария (порт. Subprefeitura da Vila Maria) — одна из 31 субпрефектур города Сан-Паулу, находится в северной части города. Общая площадь 26,4 км². Численность населения — 287 866 жителей.
В составе субпрефектуры Вила-Мария 3 округа:
- Вила-Мария (Vila Maria)
- Вила-Гильерми (Vila Guilherme)
- Вила-Медейрус (Vila Medeiros)